# 딜라이브

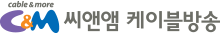
딜라이브로 상호가 바뀌기 직전 당시 C&M 로고.

딜라이브(D'live)는 대한민국의 케이블 방송사로 사업자이며, 케이블방송을 거느리고 있는 MSO이다.
2000년 1월 25일 씨앤엠커뮤니케이션으로 창립되었다. 2012년 7월 C&M 울산 케이블TV가 C&M 계열에서 분리된 후 JCN 울산중앙방송에 매각되었다.

## 연혁
- 2000년: 씨앤앰커뮤니케이션으로 설립
- 2001년: EMC(대만 최대 MSO)와 전략적 제휴, 강동유선, 성북유선의 3차 SO 전환 승인, Discovery Networks Asia와 Discovery Channel 국내 Distribution 독점 계약, 가입자 관리 정보 시스템(SMS)통합
- 2002년: 콜센터 통합, ABS 발행(900억원)
- 2003년: 씨앤앰 자가망을 이용한 초고속인터넷 서비스 시작
- 2004년: 중앙케이블비전(C-VISION)·서서울케이블TV·남부미디넷(현.서초지점) 인수, 골드만 삭스 1,400억 투자, C&M DMC 개국, 디지털케이블 서비스 개시, '제1회 C&M케이블TV기 초등학교 야구대회' 개최 및 중계방송,  주식회사 대한유선방송 합병.
- 2005년: 한국케이블TV 경기방송 인수
- 2006년: 한국케이블TV강동방송, 한국케이블TV송파방송, 한국케이블TV중랑방송, 한국케이블TV중앙방송, 한국케이블TV경동방송 흡수합병.
- 2007년: 상호명을 씨앤엠커뮤니케이션에서 씨앤엠으로 변경.
- 2009년: 씨앤엠구로케이블TV, 씨앤엠경기케이블TV, 씨앤엠노원케이블TV, 씨앤엠동서울케이블TV, 씨앤엠마포케이블TV, 씨앤엠북부케이블TV, 씨앤엠서서울케이블TV, 씨앤엠서초케이블TV, 씨앤엠용산케이블TV, 씨앤엠우리케이블TV 합병.
- 2010년: 씨앤앰 정규직 노동자들로 구성된 전국민주노동조합총연맹 서울지역본부 더불어사는희망연대노동조합 씨앤앰지부 설립, 35일간 파업
- 2010년: 케이블 업계최초 통합물류센터 구축
- 2011년: GS 강남방송·GS 울산방송 인수, 구로케이블에서 구로금천케이블로 변경.
- 2012년: C&M 울산케이블TV, JCN 울산중앙방송에 매각, 디지털미디어넷, 한국유선미디어 합병.
- 2013년: 씨앤앰 협력사 노동자로 구성 전국민주노동조합총연맹 서울지역본부 더불어사는희망연대노동조합 케이블방송비정규직지부 설립
- 2014년: 비정규직 109명 해고, 구조조정에 맞선 정규직과 비정규직의 209일간의 공동파업, 12월 31일 해고자복직으로 구조조정 막아냄
- 2016년: 상호명을 씨앤엠에서 딜라이브로 변경.
- 2018년: 서초구 지역 케이블TV, 인터넷전화, 초고속인터넷 부문 등을 서초디지털방송으로 분리.

## 논란
C&M이 2012년 상반기 당시 CJ E&M 계열 채널을 한두 개 감축한다고 발표하자 CJ E&M 측에서는 tvN, 올'리브, 엠넷, 채널CGV(현 OCN Movies), XTM  등 여타 CJ E&M 계열 채널들을 C&M에게 전부 송출 중단한다고 통보하였지만 C&M이 CJ E&M을 상대로 법정 소송을 걸었던 사실까지도 드러난 적이 있었다. 그 결과 2012년 아날로그 채널 개편 때 수퍼액션 OCN Thrills (현 OCN Movies 2)과 투니버스를 송출 중단시켰다.
이와 비슷한 아름방송네트워크에서의 지상파 계열 PP들을 한꺼번에 빼겠다는 사례(MBC 라이프(현 MBC ON), SBS CNBC(현 SBS Biz), KBS 프라임(현 KBS N 라이프, 이후 케이블 PP 대역은 KBS W(현 KBS 스토리)가 차지)을 없애 버렸던 사례)와 유사하였지만 논란은 일단락되었다. 그러나 이에 앞선 2011년 6월 당시 리얼TV와의 송출권 분쟁도 역시 유사 사례가 있었다.

## 계열사

### 서울특별시
| 방송국                           | 서비스 지역             | 소재지                             | 경쟁 방송국               |
| -------------------------------- | ----------------------- | ---------------------------------- | ------------------------- |
| 딜라이브 케이블방송 강남방송     | 서울 강남구 일원        | 서울특별시 강남구 학동로 318       |                           |
| 딜라이브 케이블방송 강동방송     | 서울 강동구 일원        | 서울특별시 송파구 송파대로34길 15  |                           |
| 딜라이브 케이블방송 구로금천방송 | 서울 구로구/금천구 일원 | 서울특별시 구로구 디지털로29길 38  |                           |
| 딜라이브 케이블방송 노원방송     | 서울 노원구 일원        | 서울특별시 중랑구 망우로 244       | SK브로드밴드 노원방송     |
| 딜라이브 케이블방송 동서울방송   | 서울 광진구/성동구일원  | 서울특별시 성동구 고산자로 284     | SK브로드밴드 광진성동방송 |
| 딜라이브 케이블방송 마포방송     | 서울 마포구 일원        | 서울특별시 용산구 원효로83길 13-26 |                           |
| 딜라이브 케이블방송 북부방송     | 서울 성북구 일원        | 서울특별시 성북구 화랑로 21        |                           |
| 딜라이브 케이블방송 서서울방송   | 서울 서대문구 일원      | 서울특별시 용산구 원효로83길 13-26 | SK브로드밴드 서대문방송   |
| 딜라이브 케이블방송 송파방송     | 서울 송파구 일원        | 서울특별시 송파구 송파대로34길 15  |                           |
| 딜라이브 케이블방송 용산방송     | 서울 용산구 일원        | 서울특별시 용산구 원효로83길 13-26 |                           |
| 딜라이브 케이블방송 중랑방송     | 서울 중랑구 일원        | 서울특별시 중랑구 망우로 244       |                           |
| 딜라이브 케이블방송 중앙방송     | 서울 종로구/중구 일원   | 서울특별시 용산구 원효로83길 13-26 | SK브로드밴드 종로중구방송 |

### 경기도
| 방송국                           | 서비스 지역                                                          | 소재지                              | 경쟁 방송국         |
| -------------------------------- | -------------------------------------------------------------------- | ----------------------------------- | ------------------- |
| 딜라이브 케이블방송 경기방송     | 경기 서북부 일원 (고양시/파주시)                                     | 경기도 고양시 일산동구 고봉로 26-14 |                     |
| 딜라이브 케이블방송 경기동부방송 | 경기 광주시 일원                                                     | 경기도 남양주시 경춘로 1298         |                     |
| 딜라이브 케이블방송 경동방송     | 경기도 동북부지역 일부 (남양주시/구리시/하남시/가평군/양평군/여주시) | 경기도 남양주시 경춘로 1298         |                     |
| 딜라이브 케이블방송 우리방송     | 경기도 동북부지역 일원 (의정부시/양주시/동두천시/포천시/연천군)      | 경기도 의정부시 의정로22번길 29     | LG헬로비전 나라방송 |

## 과거 계열사

### 서울특별시
| 방송국                       | 서비스 지역      | 소재지                          | 경쟁 방송국 | 매각사 |
| ---------------------------- | ---------------- | ------------------------------- | ----------- | ------ |
| 딜라이브 케이블방송 서초방송 | 서울 서초구 일원 | 서울특별시 서초구 효령로68길 56 |             | HCN    |

## 본점 및 지점 현황
- 본점: 서울특별시 강남구 테헤란로103길 9 (삼성동, 제일빌딩)
- 강동케이블티브이: 서울특별시 송파구 송파대로34길 15 (송파동)
- 송파케이블티브이: 서울특별시 송파구 송파대로34길 15 (송파동)
- 중랑케이블티브이: 서울특별시 중랑구 망우로 244 (상봉동)
- 중앙케이블티브이: 서울특별시 용산구 원효로83길 13-26 (원효로1가)
- 경동케이블티브이: 경기도 남양주시 경춘로 1298, 4층 (평내동, 혜림빌딩)
- 구로금천케이블티브이: 서울특별시 구로구 디지털로29길 38, 403호 (구로동, 에이스테크노테크노타워3차)
- 노원케이블티브이: 서울특별시 중랑구 망우로 244 (상봉동)
- 동서울케이블티브이: 서울특별시 성동구 고산자로 284 (행당동, 성동샤르망)
- 북부케이블티브이: 서울특별시 성북구 화랑로 21 (하월곡동, 서주빌딩)
- 마포케이블티브이: 서울특별시 용산구 원효로83길 13-26 (원효로1가)
- 용산케이블티브이: 서울특별시 용산구 원효로83길 13-26 (원효로1가)
- 서서울케이블티브이: 서울특별시 서대문구 경기대로 58, 5층 (충정로2가, 경기빌딩)
- 우리케이블티브이: 경기도 의정부시 의정로22번길 29 (의정부동)
- 경기케이블티브이: 경기도 고양시 일산동구 고봉로 26-14, A동 5층 (장항동, 양우로데오랜드)

## 같이 보기
- iHQ
- 큐브 엔터테인먼트
- CU미디어
- SBS M
- JCN 울산중앙방송
- NBS 한국농업방송
- 웨이브
- 디스커버리 채널
- 드라맥스
- TCN